# فرج (اسم)
فرج هو اسم علم مذكر من أصل عربي، ومعناه هو انكشاف الغمز، والانفراج بعد الشدة.

## شخصيات تحمل الاسم
- فرج البرعصي (لاعب كرة قدم ليبي، 1960 – 8 نوفمبر 1989)
- فرج البنوني (لاعب كرة قدم تونسي، 22 يونيو 1979 – )
- فرج الله الحلو (سياسي لبناني، 6 يونيو 1906 – 25 يونيو 1959)
- فرج الله سلحشور (مخرج أفلام إيراني، 3 نوفمبر 1952 – 27 فبراير 2016)
- فرج بسباس (معلم تونسي، 1892 – 1966)
- فرج جمعة (لاعب كرة قدم إماراتي، 6 سبتمبر 1993 – )
- فرج سعيد بن غانم (سياسي يمني، 1937 – 5 أغسطس 2007)
- فرج عامر (رجل أعمال مصري، 16 مارس 1951 – )
- فرج فودة (20 أغسطس 1945 – 8 يونيو 1992[3])
- فرج لهيب (لاعب كرة قدم كويتي، 3 أكتوبر 1978[4] – )

## وصلات خارجية
- موسوعة السلطان قابوس لأسماء العرب نسخة محفوظة 5 أبريل 2019 على موقع واي باك مشين.